# Oedaleonotus pictus
Oedaleonotus pictus är en insektsart som först beskrevs av Scudder, S.H. 1899.  Oedaleonotus pictus ingår i släktet Oedaleonotus och familjen gräshoppor. Inga underarter finns listade i Catalogue of Life.